# Denis Auguste Affre

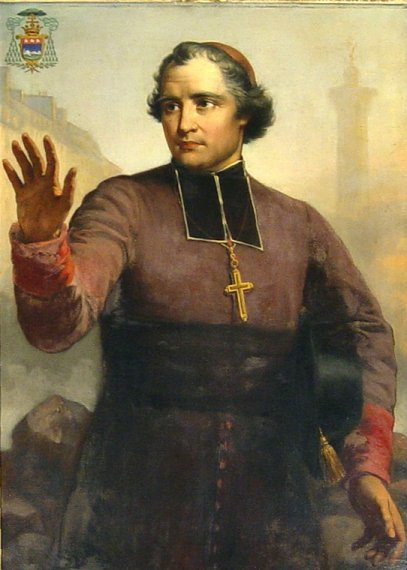
Erzbischof Denis Auguste Affre

Denis Auguste Affre (* 27. September 1793 in Saint-Rome-de-Tarn, Département Aveyron; † 27. Juni 1848 in Paris) war Erzbischof von Paris.

## Leben
Denis Auguste Affre empfing am 16. Mai 1818 die Priesterweihe und wurde im gleichen Jahr Professor der Theologie am Priesterseminar von Saint-Sulpice de Paris. 1821 wurde er Generalvikar in Luçon und 1823 in Amiens. Er erwarb sich große Verdienste um die Einrichtung von Volksschulen, die Bildung der Geistlichen und um die finanzielle Verwaltung der Diözese. Seit 1834 als Domherr und Titularvikar in Paris lebend, wurde er am 11. Dezember 1839 zum Koadjutorbischof von Straßburg bestimmt und am 27. April 1840 vom Papst bestätigt. Gleichzeitig wurde er zum Titularbischof von Pompeiopolis in Cilicia ernannt. Bereits am 4. Juni desselben Jahres wurde er zum Erzbischof von Paris bestimmt und am 13. Juli bestätigt. Die Bischofsweihe spendete ihm der Bischof von Arras, Hugues-Robert-Jean-Charles de la Tour d'Auvergne-Lauraquais, am 6. August 1840; Mitkonsekratoren waren der Bischof von Versailles, Louis Blanquart de Bailleul, und der Bischof von Meaux, Auguste Allou.
Bis dahin ein überzeugter Gallikaner, wandte er sich in der Frage der Unterrichtsfreiheit gegen den König und schloss sich der Februarrevolution 1848 an. Als entschlossener Anhänger der Zweiten Republik fand er am 27. Juni 1848 den Tod, als er im Juniaufstand, um Frieden zu stiften, die Barrikaden bestiegen hatte. Franz Hettinger: Aus Welt und Kirche. Bilder und Skizzen, Band 2: Deutschland und Frankreich. Herder, Freiburg, vierte Aufl. 1897, S. 617.

## Schriften (Auswahl)
- Das Christenthum und die Wissenschaft oder philosophische Einleitung in das Studium des Christenthums („Introduction philosophique à l’étude du christianisme“). Habicht Verlag, Bonn 1846.